# Bánnyíres
Bánnyíres (1899-ig Brezolub, szlovákul: Brezolupy) község Szlovákiában, a Trencséni kerületben, a Báni járásban.

## Fekvése
Bántól 5 km-re délkeletre fekszik.

## Története
1323-ban említik először. Neve a szláv brezolupy (= nyírhántók) névből származik. 1471-ben „Brezolwpy” néven szerepel. Az ugróci váruradalom része volt. 1598-ban 13 háza állt. 1715-ben 3 adóegysége volt. 1784-ben 21 házában 25 család és 139 lakos élt.
A 18. század végén Vályi András így ír róla: „BREZOLUP. Tót falu Trentsén Vármegyében, földes Ura Gróf Illésházy Uraság, fekszik Nyitra Vármegyének szélén Vizotsányhoz nem meszsze Zaj Ugrotztól fél mértföldnyire. Határja soványas réttyei jobbak, legelője elég, más fogyatkozásaira nézve, harmadik Osztálybéli.”
1828-ban 20 háza és 146 lakosa volt. Lakói mezőgazdasággal, fakereskedéssel, a 19. századtól szeszfőzéssel foglalkoztak.
Fényes Elek 1851-ben kiadott geográfiai szótárában így ír a faluról: „Brezolub, tót falu, Trencsén vagy az uj rend. szerint Nyitra vármegyében, 151 kath., 3 zsidó lak. – Vizoczán filial. F. u. többen. Ut. post. Nyitra-Zsámbokrét.”
A 19. század végétől a báni-trencséni uradalomhoz tartozott. A trianoni diktátumig Trencsén vármegye Báni járásához tartozott.
1921-ben egy tűzvészben az egész falu leégett. Lakói részt vettek a szlovák nemzeti felkelésben.

## Népessége
| Év:            | 1994. | 2004.    | 2014.   | 2024.   |
| -------------- | ----- | -------- | ------- | ------- |
| Emberek száma: | 410   | 476      | 494     | 521     |
| Eltérés:       |       | +16,09 % | +3,78 % | +5,46 % |

| Év:            | 2023. | 2024.   |
| -------------- | ----- | ------- |
| Emberek száma: | 506   | 521     |
| Eltérés:       |       | +2,96 % |

1910-ben 322, túlnyomórészt szlovák anyanyelvű lakosa volt.
2001-ben 437 lakosából 427 szlovák volt.
2011-ben 504 lakosából 481 szlovák volt.